# Mallomys rothschildi
Mallomys rothschildi — вид гризунів родини мишевих. Зустрічається на острові Нова Гвінея: як в регіоні Західного Папуа в Індонезії, так і в Папуа-Новій Гвінеї.

## Морфологічна характеристика
Це великий гризун з довжиною голови й тулуба від 306 до 440 мм, довжиною хвоста від 337 до 440 мм, довжиною стопи від 63 до 80 мм, довжиною вуха від 17 до 31 мм і вагою до 1,5 кг. Забарвлення верхніх частин чорно-буре, вкрите чорними волосками довжиною до 60 мм. Черевні частини змінюються від сірих до брудно-білих, також вкриті чорними волосками. Вуха чорнуваті. У деяких особин є біла поперечна смуга, яка проходить по всьому тілу в центральній частині. Ноги чорнуваті. Лапи широкі і міцні. Хвіст такої ж довжини, як голова й тулуб, біля основи він темний, а кінчик білий.

## Поведінка
Це деревний вид. Цілий день він проводить у дуплах дерев, де будує гнізда з листя, вкривши зручним килимом. Його також іноді спостерігали в печерах. Харчується пагонами пандануса, епіфітними рослинами, бамбуком, диким імбиром і листям Rungia klossi і Oenathe javanica.